# 톰 퀸런
토머스 레이먼드 퀸런(영어: Thomas Raymond Quinlan, 1968년 3월 27일 ~ )는 미국의 야구 선수이자, 전 KBO 리그 LG 트윈스의 외국인 선수였다. 포지션은 3루수였다.

## 출신학교
- 미국 힐머래이고등학교

## 미국 메이저리그 시절
퀸런은 86년 메이저 리그 드래프트 27라운드에서 토론토에 지명을 받았다. 그 당시 NHL 캘거리 플레임스에 4순위로도 지명되었고, 미네소타 대학에서는 야구와 아이스하키 선수를 겸업하는 조건으로 장학금을 제의하기도 했다. 하지만 그는 다른 제의는 마다하고 토론토 블루제이스에 입단한다.
그 이후 블루제이스의 마이너리그에서 뛰던 중, 1990년에 메이저 리그 데뷔전을 치른다. 그 뒤는 계속해서 마이너리그와 메이저 리그를 왔다갔다하며 백업으로 뛰게 된다. 90,92,94,96년에 메이저 리그에 42경기를 뛰었다. 92년 토론토의 우승 때 월드시리즈 백업멤버로서 우승반지를 끼기도 했다.

## 한국 프로야구 시절
2000년에 한국에 정착하여 현대 유니콘스에 입단, 0.236타율에 시즌 최다 탈삼진(173개)라는 불명예를 안기도 했으나, 뛰어난 3루수 수비와 37개 홈런을 기록하여 굉장한 장타력을 보였고, 한국시리즈 7차전에서 맹활약을 하여 현대 유니콘스의 두 번째 우승에 기여를 한다. 한국시리즈 7차전때 활약으로 한국시리즈 MVP의 영광을 안기도 하였다. 이 7차전의 경기에서 한 경기 6타점으로 한 경기 최다 타점 타이기록을 세웠다. 1982년 OB베어스의 김유동이 세운 기록과 같았다. 이 기록은 2014년 10월 31일 넥센 히어로즈의 김민성이 7타점으로 기록을 갈아치우기 전까지 30년 넘게 깨지지 않았다. 경기 2000년 한국시리즈때 활약으로 2001년시즌 재계약되어 현대 유니콘스의 3루수로 활약하였고, 다음해 2002년에 LG 트윈스로 이적하게 된다. 그러나, LG 트윈스에서의 활약은 미미했고, 시즌초에 방출되었다.